# René Bougnol
René Bougnol (Montpellier, 26 mei 1905 - aldaar, 20 juni 1956) was een Frans schermer.
Bougnol won tijdens de Olympische Zomerspelen 1932 de gouden medaille met het floret team en vier jaar later moesten Bondoux en zijn ploeggenoten genoegen nemen met de zilveren medaille. Tijdens de volgende spelen twaalf jaar later in 1948 won Bougnol wederom goud met het floretteam. 
Bougnol werd driemaal wereldkampioen tweemaal met het degenteam en éénmaal met het floretteam.

## Resultaten

### Olympische Zomerspelen
| Jaar | Plaats      | Resultaten                         |
| ---- | ----------- | ---------------------------------- |
| 1932 | Los Angeles | floret team 8e floret              |
| 1936 | Berlijn     | floret team                        |
| 1948 | Londen      | floret team 5e floret              |
| 1952 | Helsinki    | KF poule degen team HF poule degen |

### Wereldkampioenschappen schermen
| Jaar | Plaats      | Resultaten               |
| ---- | ----------- | ------------------------ |
| 1937 | Parijs      | floret team              |
| 1938 | Piešťany    | floret team              |
| 1947 | Lissabon    | floret team              |
| 1949 | Caïro       | floret team · degen      |
| 1950 | Monte Carlo | floret team · degen team |
| 1951 | Stockholm   | floret team · degen team |

1904: Fonst, Díaz, Van Zo Post ·
1920: Baldi, Costantino, A. Nadi, N. Nadi, Olivier, Puliti, Speciale, Terlizzi ·
1924: Cattiau, Coutrot, de Luget, Ducret, Gaudin, Jobier, Labatut, Perotaux ·
1928: Chiavacci, Gaudini, Guaragna, Pessina, Pignotti, Puliti ·
1932: Bondoux, Bougnol, Cattiau, Gardère, Lemoine, Piot ·
1936: Bocchino, Di Rosa, Gaudini, Guaragna, Marzi, Verratti ·
1948: Bonin, Bougnol, de Buhan, Lataste, d'Oriola, Rommel ·
1952: de Buhan, Lataste, Netter, Noël, d'Oriola, Rommel ·
1956: Bergamini, Carpaneda, Di Rosa, Lucarelli, Mangiarotti, Spallino ·
1960: Midler, Roedov, Sissikin, Svesjnikov, Zjdanovitsj ·
1964: Midler, Sissikin, Sjarov, Svesjnikov, Zjdanovitsj ·
1968: Berolatti, Dimont, Magnan, Noël, Revenu ·
1972: Dąbrowski, Godel, Kaczmarek, Koziejowski, Woyda ·
1976: Bach, Behr, Hein, Reichert, Sens-Gorius ·
1980: Bonin, Boscherie, Flament, Jolyot, Pietruszka ·
1984: Borella, Cerioni, Cipressa, Numa, Scuri ·
1988: Aptsiaoeri, Ibragimov, Koretsky, Mamedov, Romankov ·
1992: Koch, Schreck, Wagner, Weidner, Weißenborn ·
1996: Mamedov, Pavlovitsj, Sjevtsjenko ·
2000: Ferrari, Guyart, Lhotellier, Plumenail ·
2004: Cassarà, Sanzo, Vanni, Zennaro ·
2012: Valerio Aspromonte, Avola, Baldini, Cassarà ·
2016: Achmatchoezin, Safin, Tsjeremisinov ·
2020: Le Péchoux, Lefort, Mertine, Pauty ·
2024: Iimura, Matsuyama, Shikine, Nagano